# Моралес, Натали (журналистка)
Натали Летисия Моралес-Родс (англ. Natalie Leticia Morales-Rhodes; род.6 июня 1972) — американская журналистка, телеведущая и актриса.

## Карьера
Натали наиболее известна как одна из ведущих шоу «Today», которое она ведёт с 2001 года.
В 2007 году Натали получила премию «Эмми» в номинации «Превосходство в утреннем программирование» за ведение этого шоу, а в 2012 году, так же за ведение этого шоу, получила номинацию «Любимая дневная телеведущая» премии «Teen Choice Awards».
В 2011 году сыграла роль Каролин Вулф в эпизоде «Большой запуск» телесериала «Наследники дель Монте».

## Личная жизнь
С 22 августа 1998 года Натали замужем за Джозефом Родсом. У супругов есть два сына — Джозеф Стоктон Родс (род.2004) и Люк Хадсон Родс (род.09.09.2008).

## Избранная фильмография
| Год  |    | Русское название              | Оригинальное название      | Роль              |
| ---- | -- | ----------------------------- | -------------------------- | ----------------- |
| 2011 | с  | Наследники дель Монте         | Los Herederos Del Monte    | Каролин Вулф      |
| 2015 | тф | Акулий торнадо 3              | Sharknado 3: Oh Hell No!   | в роли самой себя |
| 2016 | тф | Акулий торнадо 4: Пробуждение | Sharknado: The 4th Awakens | в роли самой себя |